# بيتر نيلسون (كاتب)
بيتر نيلسون (بالسويدية: Peter Nilson)‏ هو كاتب خيال علمي وعالم فلك وكاتب ومؤلف سويدي، ولد في 17 أكتوبر 1937، وتوفي في 8 مارس 1998.